# Castillo del Casón
El castillo del Casón o castillo de O Casón es una estructura con restos de muralla y fosos situada en alto denominado el castillo del Casón (291 m), en un brazo de la sierra de Capelada flanqueada por los ríos de Casón y Landoi que domina la vista sobre la ría de Ortigueira. Se encuentra en el municipio de Ortigueira (provincia de La Coruña, Galicia, España).
De carácter defensivo y de vigilancia, ya fue estudiado por Federico Maciñeira. Al parecer los restos encontrados apuntan a una fortaleza medieval, quizás construida a la vez sobre los restos de una antigua ciudad castrela. Desde él se observa toda la ría de Ortigueira.